# Caloscyphaceae
Caloscyphaceae é uma família de fungos da ordem Pezizales. Esta família foi circunscrita pelo micólogo finlandês Harri Harmaja em 2002. O género Kallistoskypha foi adicionado em 2013 para acomodar a espécies antes conhecida como Caloscypha incarnata.